# ヨコオ (佐賀県)
株式会社ヨコオは、佐賀県鳥栖市に本社を置く鶏肉加工品を扱う企業。佐賀県佐賀市三瀬村杠2234-67にある三瀬ルベール牧場 どんぐり村を設立した親会社である。

## 沿革
- 1926年（大正15年）1月 - 米穀商として創業。
- 1960年（昭和35年）4月 - 飼料販売を始める。
- 1963年（昭和38年）8月 - 有限会社横尾商店を設立。
- 1964年（昭和39年）8月 - 鳥栖鶏肉加工場新設、鶏肉加工品の販売を始める。
- 1967年（昭和42年）8月 - 横尾物産株式会社へ改組・社名変更。
- 1977年（昭和52年）4月 - 冷凍営業課・米穀営業課を分離、ヨコオフーズ㈱を設立。
- 1982年（昭和57年）9月 - ヨコオミート㈱厚木工場を新設。
- 1988年（昭和63年）4月 - 三瀬ルベール牧場 どんぐり村を設立。
- 1982年（昭和63年）9月 - 横尾物産株式会社を株式会社ヨコオ、ヨコオフーズ㈱を株式会社ヨコオフーズ、ヨコオミート㈱を株式会社ヨコオミートへと社名変更。
- 2003年（平成15年）4月 - 株式会社ヨコオミートと業務統合。

## 工場
- 東脊振工場
- 厳木工場
- 厚木工場

## ブランド
- みつせ鶏